# Bruno Carabetta
Bruno Carabetta (Mulhouse, 27 luglio 1966) è un ex judoka francese.

## Palmarès
- Giochi olimpici

Seul 1988: argento nei 65 kg.
- Mondiali

Belgrado 1989: bronzo nei 65 kg.